# Deutsche Leichtathletik-Hallenmeisterschaften 2004
Die 51. Deutschen Leichtathletik-Hallenmeisterschaften fanden vom 21. bis 22. Februar 2004 in der Helmut-Körnig-Halle in Dortmund statt. Zum vierzehnten Mal war Dortmund Gastgeber.
Die Mehrkämpfe (Siebenkampf und Fünfkampf) fanden am 31. Januar und 1. Februar 2004 in Halle statt.
Der 3-mal-1000-Meter-Staffellauf der Männer wurde im Rahmen der Deutschen Jugendmeisterschaften am 15. Februar 2004 in Neubrandenburg ausgetragen.
Melanie Seeger stellte einen neuen deutschen Hallenrekord im 3000-Meter-Gehen auf.

## Medaillengewinner

### Männer
| Disziplin      | Gold                                                                            | Leistung     | Silber                                                                       | Leistung     | Bronze                                                                     | Leistung     |
| -------------- | ------------------------------------------------------------------------------- | ------------ | ---------------------------------------------------------------------------- | ------------ | -------------------------------------------------------------------------- | ------------ |
| 60 m           | Tobias Unger (LAZ Salamander)                                                   | 6,63 s       | Ronny Ostwald (ASV Köln)                                                     | 6,64 s       | Marc Blume (TV Wattenscheid 01)                                            | 6,64 s       |
| 200 m          | Tobias Unger (LAZ Salamander)                                                   | 20,59 s      | Sebastian Ernst (FC Schalke 04)                                              | 20,86 s      | Till Helmke (TSV Friedberg-Fauerbach)                                      | 21,50 s      |
| 400 m          | Simon Kirch (SV Saar 05 Saarbrücken)                                            | 46,30 s      | Bastian Swillims (TV Wattenscheid 01)                                        | 46,73 s      | Sebastian Gatzka (LG Eintracht Frankfurt)                                  | 48,35 s      |
| 800 m          | René Herms (LG Asics Pirna)                                                     | 1:47,84 min  | Nico Motchebon (LAZ Salamander)                                              | 1:48,54 min  | Toni Mohr (LC Cottbus)                                                     | 1:48,67 min  |
| 1500 m         | Franek Haschke (LG Asics Pirna)                                                 | 3:50,02 min  | Christian Knoblich (LAC Quelle)                                              | 3:50,08 min  | Said Lakhal (VfL Sindelfingen)                                             | 3:50,72 min  |
| 3000 m         | Jan Fitschen (TV Wattenscheid 01)                                               | 8:02,59 min  | Filmon Ghirmai (LAV Asics Tübingen)                                          | 8:04,67 min  | Sebastian Hallmann (LAC Quelle)                                            | 8:12,90 min  |
| 60 m Hürden    | Jan Schindzielorz (LAC Quelle)                                                  | 7,76 s       | David Filipowski (TV Wattenscheid 01)                                        | 7,77 s       | Thomas Blaschek (LAZ Leipzig)                                              | 7,79 s       |
| 4 × 200 m      | TV Wattenscheid 01Alexander Kosenkow Marc Blume Holger Blume David Filipowski   | 1:25,87 min  | TSV Friedberg-FauerbachTill Helmke Nils Müller Thilo Daxer Michael Weber     | 1:26,51 min  | ASV KölnJan Mörsch Rouben Rich Steffen Keil Jan Gajdos                     | 1:27,02 min  |
| 4 × 400 m      | LG Eintracht FrankfurtHenning Kuschewitz Kamghe Gaba Tilo Ruch Sebastian Gatzka | 3:10,20 min  | VfL SindelfingenStefan Kinzy Philipp Parzer Heiko Kupfer Steffen Sattelmaier | 3:12,48 min  | VfL WolfsburgAnouar Jemayai Alexander Knitsch Jens Dautzenberg Lars Figura | 3:15,50 min  |
| 3 × 1000 m     | TV Wattenscheid 01Thorben Grothaus Füssen Jan Fitschen                          | 7:13,84 min  | LAC BerlinRené Schulze Sebastian Strempler Sascha Stephan                    | 7:13,85 min  | LG Olympia DortmundRobert Schulte Ansgar Varnhagen Steffen Co              | 7:16,78 min  |
| 5000 m Gehen   | Andreas Erm (SC Potsdam)                                                        | 18:59,16 min | Mike Trautmann (LGV Gleina)                                                  | 19:09,97 min | André Höhne (SCC Berlin)                                                   | 19:21,78 min |
| Hochsprung     | Roman Fricke (TSV Bayer 04 Leverkusen)                                          | 2,25 m       | Eike Onnen (LG Hannover)                                                     | 2,22 m       | Marius Hanniske (LG Nord Berlin)                                           | 2,14 m       |
| Stabhochsprung | Tim Lobinger (ASV Köln)                                                         | 5,75 m       | Björn Otto (LAV Bayer Uerdingen/Dormagen)                                    | 5,70 m       | Fabian Schulze (LAZ Salamander)                                            | 5,60 m       |
| Weitsprung     | Peter Rapp (LAV Asics Tübingen)                                                 | 7,98 m       | Nils Winter (TSV Bayer 04 Leverkusen)                                        | 7,84 m       | Matthias Eifert (LAZ Salamander)                                           | 7,83 m       |
| Dreisprung     | Charles Friedek (TSV Bayer 04 Leverkusen)                                       | 16,70 m      | Thomas Moede (Team Erfurt)                                                   | 16,57 m      | Rudolf Helpling (LT DSHS Köln)                                             | 16,56 m      |
| Kugelstoßen    | Ralf Bartels (SC Neubrandenburg)                                                | 20,22 m      | Detlev Bock (VfL Wolfsburg)                                                  | 19,72 m      | Peter Sack (LAZ Leipzig)                                                   | 19,45 m      |
| Siebenkampf    | Stefan Drews (Ahrensburger TSV)                                                 | 5638 Punkte  | Simon Ruckdeschel (LG Fichtelgebirge)                                        | 5491 Punkte  | Klaus Isekenmeier (TSV Bayer 04 Leverkusen)                                | 5431 Punkte  |

### Frauen
| Disziplin      | Gold                                                                 | Leistung     | Silber                                                                           | Leistung     | Bronze                                                                             | Leistung     |
| -------------- | -------------------------------------------------------------------- | ------------ | -------------------------------------------------------------------------------- | ------------ | ---------------------------------------------------------------------------------- | ------------ |
| 60 m           | Gabi Rockmeier (LG Olympia Dortmund)                                 | 7,24 s       | Nadine Hentschke (MTG Mannheim)                                                  | 7,31 s       | Marion Wagner (USC Mainz)                                                          | 7,35 s       |
| 200 m          | Birgit Rockmeier (LG Olympia Dortmund)                               | 23,51 s      | Anke Feller (TSV Bayer 04 Leverkusen)                                            | 23,89 s      | Nicole Marahrens (LG Weserbergland)                                                | 24,10 s      |
| 400 m          | Claudia Marx (LG Nike Berlin)                                        | 52,46 s      | Jana Neubert (LAC Erdgas Chemnitz)                                               | 53,04 s      | Maren Schott (TSV Bayer 04 Leverkusen)                                             | 54,94 s      |
| 800 m          | Monika Gradzki (TV Wattenscheid 01)                                  | 2:05,51 min  | Simone Beutelspacher (VfL Sindelfingen)                                          | 2:06,39 min  | Katrin Judith Trauth (SC Magdeburg)                                                | 2:07,74 min  |
| 1500 m         | Kathleen Friedrich (SC Potsdam)                                      | 4:18,00 min  | Juliane Becker (LAC Quelle)                                                      | 4:20,14 min  | Antje Möldner (SC Potsdam)                                                         | 4:20,43 min  |
| 3000 m         | Sabrina Mockenhaupt (LG Sieg)                                        | 8:53,77 min  | Irina Mikitenko (LG Eintracht Frankfurt)                                         | 8:57,67 min  | Ulrike Maisch (1. LAV Rostock)                                                     | 9:24,22 min  |
| 60 m Hürden    | Juliane Sprenger (LG Kindelsberg Kreuztal)                           | 8,02 s       | Annika Meyer (LG Hannover)                                                       | 8,17 s       | Nadine Hentschke (MTG Mannheim)                                                    | 8,33 s       |
| 4 × 200 m      | LG Nike BerlinNadine Balkow Claudia Marx Anja Neupert Katharina Gröb | 1:35,86 min  | LG Olympia DortmundGabi Rockmeier Katchi Habel Birgit Rockmeier Tanja Kuckelkorn | 1:36,12 min  | LG WeserberglandStephanie Thumann Cathleen Tschirch Nicole Marahrens Michaela Halm | 1:36,13 min  |
| 3000 m Gehen   | Melanie Seeger (SC Potsdam)                                          | 11:50,48 min | Sabine Zimmer (SC Potsdam)                                                       | 12:00,39 min | Andrea Meloni (LT Diezer TSK / LG Einrich)                                         | 12:34,28 min |
| Hochsprung     | Daniela Rath (TSV Bayer 04 Leverkusen)                               | 1,95 m       | Melanie Skotnik (LAC Quelle)                                                     | 1,93 m       | Ariane Friedrich (LG Eintracht Frankfurt)                                          | 1,90 m       |
| Stabhochsprung | Nastja Ryzih (ABC Ludwigshafen)                                      | 4,35 m       | Carolin Hingst (USC Mainz)                                                       | 4,30 m       | Silke Spiegelburg (TV Lengerich)                                                   | 4,20 m       |
| Weitsprung     | Sophie Krauel (TuS Jena)                                             | 6,56 m       | Bianca Kappler (LC asics Rehlingen)                                              | 6,50 m       | Susen Tiedtke (LG Eintracht Frankfurt)                                             | 6,19 m       |
| Dreisprung     | Silvia Otto (Team Erfurt)                                            | 13,73 m      | Katja Demut (TuS Jena)                                                           | 13,63 m      | Tanja König (TSV Bayer 04 Leverkusen)                                              | 12,97 m      |
| Kugelstoßen    | Nadine Kleinert (SC Magdeburg)                                       | 18,70 m      | Nadine Beckel (Schweriner SC)                                                    | 17,38 m      | Kristin Marten (LV 90 Thum)                                                        | 17,01 m      |
| Fünfkampf      | Sonja Kesselschläger (SC Neubrandenburg)                             | 4505 Punkte  | Claudia Tonn (LC Paderborn)                                                      | 4388 Punkte  | Lilli Schwarzkopf (LC Paderborn)                                                   | 4251 Punkte  |